# Distretto di Massingir
Il distretto di Massingir è un distretto del Mozambico, facente parte della Provincia di Gaza.

## Suddivisioni amministrative
Il distretto è suddiviso in tre sottodistretti amministrativi (posti amministrativi):
- Massingir
- Mavoze
- Zulo